# Maya Stojan
Maya Stojan est une actrice suisse née le 28 juin 1986 à Genève.

## Biographie
Maya est née en 1986, à Genève en Suisse et y a grandi. Elle a étudié à Versoix dans le canton de Genève puis à l'International School of Geneva. Son père vient de Tchéquie et sa mère du Sri Lanka. Elle a aussi une sœur qui vit en Suisse. Maya parle anglais, français, joue au golf et pratique la danse et le yoga.
En 2008, elle est diplômée en art à la Hartt School of Theatre and Music de West Hartford au Connecticut.
Elle emménage ensuite à Los Angeles où elle joue dans deux courts métrages Chasing Forever et I Kill To Live.
Maya continue les cours de comédie à Los Angeles avec Donovan Scott (2009), Carolyne Barry (2009) et avec Ivana Chubbuck Studio où elle obtient son diplôme de master class en 2011.
Maya Stojan joue un rôle important dans le thriller Sinners and Saints ainsi que dans plusieurs courts métrages et quelques séries télévisées, dont Entourage, Esprits Criminels et joue le rôle récurrent de Kara Lynn Palamas/Agent 33 dans Marvel : Les Agents du SHIELD entre 2014 et 2015.
Entre 2013 et 2016, elle joue le rôle de Tori Ellis, une agent de la police criminelle de New York, spécialisée dans l'analyse technique et intégrée à l'équipe de Kate Beckett, dans la série télévisée Castle.
Maya se marie avec le rugbyman américain Todd Clever le 3 avril 2021 à Hermance dans le canton de Genève en Suisse.

## Filmographie

### Cinéma

#### Longs métrages
- 2010 : Sinners and Saints : Nadia
- 2010 : The Prometheus Project : Dr Walton's Nurse
- 2013 : Froid comme la vengeance (The Contractor) : Maria Parra
- 2016 : The Repairman : Iastar
- 2017 : Newness de Drake Doremus
- 2020 : Rencontre fatale (Fatal Affair) : Courtney

#### Courts métrages
- 2009 : I Kill to Live : Steph
- 2009 : Chasing Forever : Erica Walker
- 2011 : Irish Eyes : Meaghan
- 2011 : The Faithful : lieutenant-caporal Jessica Sanchez
- 2012 : Plan B : Cindy
- 2012 : I Cut I : Isabelle Tesla
- 2014 : Elwood : Angelica
- 2015 : I'm Patrick, and You're Insane : Maya

### Télévision

#### Téléfilms
- 2012 : Anatomy of Violence : l'officier de police
- 2014 : Adolescence tourmentée (High School Possession) : Emma
- 2014 : That Guy: Pilot : Liz
- 2016 : Diagnostic: Délicieux : Nina Kirby

#### Séries télévisées
- 2010 : Entourage : l'assistante de Stan Lee (saison 7, épisode 5)
- 2012 : Esprits criminels : l'hôtesse (saison 8, épisode 10)
- 2012 : Bad Weather Films : Stephanie (saison 1, épisode 31)
- 2013 : How to Live with Your Parents (for the Rest of Your Life) : Mme Saletta (saison 1, épisode 12)
- 2013-2015 : Castle : Tory Ellis (26 épisodes)
- 2014-2015 : Marvel : Les Agents du SHIELD : agent Kara Lynn Palamas (8 épisodes)
- 2016 : NCIS : Enquêtes spéciales : Meredith Regan (saison 13, épisode 14)
- 2016 : Grey's Anatomy : Tatiana Flauto (saison 12, épisode 11)

#### Emissions
- 2022: ValNews Gala HFE' (journaliste: Jonathan Dal Castello)